# Jacques Louis François de Tilly
Jacques Louis François de Tilly   (Vernon, 2 de febrer de 1749 - París, 10 de gener de 1822) fou un militar francès (general) de la Revolució i de l'Imperi.

## Estat dels serveis
Va entrar al servei com a voluntari al regiment Soissonnais l'1 de març de 1761 i va fer les campanyes del 1761 i el 1762 a Alemanya, després va obtenir la seva excedència el 20 de juny de 1767. El 12 d'agost de 1767 va reprendre el servei com a gendarme.
L'1 de febrer de 1781 fou nomenat lloctinent al regiment d'Aunis. Va assistir als setges de Maó el 1782 i de Gibraltar el 1783. El 8 de gener de 1786 va ser assignat al regiment d'infanteria de Bretanya, es va convertir en segon tinent el 5 d'abril de 1787 i capità a la guarnició naval el 18 de març de 1788. L'anomenen cavaller de Sant Lluís el 18 de maig de 1790, i és reformat el 20 de març de 1791.
El 10 de maig de 1792 va reprendre el servei amb el 6è Regiment de Cavalleria, i va ser nomenat tinent-coronel el 17 de juny de 1792 en el 14è Regiment de Dragons. Va rebre el certificat de coronel el 26 d'octubre de 1792 en el mateix regiment i va prendre el comandament el 29 de novembre següent. Encarregat pel general Dumouriez el març de 1793 amb la defensa de la Place de Gertruydenberg, va resistir durant tres setmanes forces molt superiors. Convocat en diverses ocasions per rendir-se a discreció, va respondre que podia morir, i finalment va sortir del lloc amb tots els honors de la guerra.
Va ser ascendit a general de brigada el 21 d'abril de 1793 a l'exèrcit de les costes de Cherbourg, on va obtenir grans avantatges sobre els vendeans. General de divisió el 2 de desembre de 1793, fou destituït de les seves funcions el 7 de març de 1794.
Fou reintegrat el 18 de gener de 1795 i el 19 de març prengué el comandament de la reserva de l'exèrcit de Sambre-et-Meuse. Es va cobrir de glòria a Hoechst a prop de Nadda, el 12 d'octubre de 1795. El 22 de desembre de 1795 va passar a l'exèrcit del nord i va rebre, el 15 de març de 1796, el comandament dels departaments del Dyle, els Scheldt, els Lys, de Jemappes i Deux-Nèthes. Fou deposat el 25 d'agost de 1796 i tornà a l'activitat el 14 de setembre de 1796 a l'exèrcit de Sambre-et-Meuse. El 13 de febrer de 1797 va ser posat en excedència de reforma i el 23 d'abril de 1797 es va posar de nou en activitat a l'exèrcit de Sambre-et-Meuse.
L'11 de febrer de 1798 el van nomenar inspector general d'infanteria i cavalleria a Holanda i el 7 de juliol de 1799 va comandar junts els vuit departaments. El 13 de setembre de 1799 va ser empleat sota el general Brune que comandava a Holanda i el 8 de desembre de 1799 va ser nomenat inspector general de la cavalleria a Batavia. El 27 de desembre de 1799 va prendre el comandament de la 15a Divisió Militar, després el 9 de gener de 1800 va ingressar a l'exèrcit britànic.
Va ser admès a tractament de reforma el 21 de maig de 1801 i el 16 de maig de 1802 va substituir al general Dumas com a inspector general d'Infanteria. El 2 de desembre de 1803 va comandar les tropes a cavall del camp de Montreuil. Fou nomenat cavaller de la legió d'honor l'11 de desembre de 1803 i va ascendir a comandant el 14 de juny de 1804.
El 1805 va rebre el comandament de la cavalleria del 6è cos del Gran Exèrcit, i el 25 d'octubre de 1808 va ser enviat a l'exèrcit d'Espanya. Fou creat cavaller de l'Imperi el 25 de març de 1809 i el 19 de novembre de 1809 va participar en la batalla d'Ocaña, on va obligar els anglesos a deposar les armes. El 2 de juny de 1811 va ser nomenat comandant superior a Segòvia i el 23 d'abril de 1812 va ser fet baró de l'Imperi. Va obtenir una excedència el 31 de juliol de 1813. El 19 d'octubre de 1813 va reprendre les funcions d'inspector general de cavalleria i va obtenir el títol de comte de l'Imperi el 21 de gener de 1814.
Durant la primera restauració, el rei Lluís XVIII el va fer cavaller de Sant Lluís el juny de 1814 i es va elevar a la dignitat de gran oficial de la Legió d'Honor el 27 de desembre de 1814. Durant el Govern dels cent dies es va reunir amb l'emperador que el va nomenar president del col·legi electoral del Calvados. Elegit per aquest mateix col·legi a la Cambra de Representants, "guarda silenci en aquesta cambra de la qual després va treure molta confusió:" com si la nul·litat d'un legislador pugui prendre el lloc de la devoció. Va ser ingressat altra vegada a la retirada el 4 de setembre de 1815.
Va morir el 10 de gener de 1822, a París. És enterrat al cementiri de Père-Lachaise (39a divisió). És una de les 660 personalitats que té els seus noms gravats a l'arc (Triomphe de l'Étoile. Apareix a la quarta columna (l'arc indica TILLY).

## Condecoracions, títols i honors
- 1814: Cavaller de Sant Lluís
- 1814: Gran oficial de la Legió d'Honor
- Gran Creu de l' Ordre de l'àguila vermella prussiana .
- Una caserna de la ciutat d'Évreux (avui districte de la comuna) portava el seu nom.